# Friedrich Tilemann
Jacob Friedrich Wilhelm Tilemann (* 19. März 1839 in Emden; † 16. September 1914 in Hannover) war ein Verwaltungsbeamter und Parlamentarier.

## Leben
Tilemann war ein Sohn des Emdener Gymnasialdirektors Tielco Enno Tilemann. Er studierte Rechtswissenschaften an der Ruprecht-Karls-Universität Heidelberg. 1857 wurde er Mitglied des Corps Rhenania Heidelberg. Nach dem Studium schlug er die Verwaltungslaufbahn ein.
Er wurde am 30. Juni 1862 als Auditor vereidigt und bei den Amtsgerichten Dannenberg und Osterholz und bei den Ämtern Melle und Iburg beschäftigt. Nachdem er vom 7. April 1866 bis zum 16. Mai 1868 das Amt des Bürgermeisters der selbständigen Stadt Melle ausgeübt hatte, wurde er am 17. Mai 1868 erneut vereidigt und zum Regierungsassessor ernannt. Nach Tätigkeiten bei dem Amt Leer (1868–70), den Regierungen in Schleswig (1870–72 und 72–73) und Königsberg (1872), der Finanzdirektion Hannover (1873–79) wurde Tilemann 1879 Amtshauptmann in Norden. Am 5. Januar 1885 wurde zum Amtshauptmann in Iburg ernannt. Mit Inkrafttreten der Kreisordnung in der Provinz Hannover
am 1. April 1885 wurde er zum Landrat in Iburg bestellt. Dieses Amt übte er bis zum 1. April 1904 aus.
Von 1883 bis 1909 gehörte Tilemann dem Provinziallandtag an, sowie von 1888 bis 1904 dem Provinzialausschuss, dessen stellvertretender Vorsitzender er 1900 wurde. Er bemühte sich intensiv um die verkehrsmäßige Erschließung des Kreises Iburg, besonders mit einer zweiten Eisenbahn, die eine Anbindung an den Dortmund-Ems-Kanal herstellen sollte und setzte sich ein für den Bau der Teutoburger-Wald-Eisenbahn ein, deren Aufsichtsrat er später angehörte. Er gründete in Iburg eine landwirtschaftliche Winterschule, deren Kuratorium er später vorstand. 1904 wurde er vom Provinziallandtag zum zweiten Mitglied des Direktoriums der Landeskreditanstalt bestellt, blieb aber dem Kreis Iburg als dort gewählter Provinziallandtagsabgeordneter verbunden. Zuletzt lebte er in Hannover.

## Auszeichnungen
- Ernennung zum Geheimen Regierungsrat[1]